# Ruszkowo (województwo warmińsko-mazurskie)
Ruszkowo – wieś w Polsce położona w województwie warmińsko-mazurskim, w powiecie działdowskim, w gminie Działdowo. W latach 1975–1998 miejscowość położona była w województwie ciechanowskim.
W czasach krzyżackich wieś pojawia się w dokumentach w roku 1321, podlegała pod komturię w Dąbrównie, były to dobra rycerskie o powierzchni 80 włók. W 1321 r. wielki mistrz krajowy Fryderyk von Wildengerg nadał rycerzom: Piotrowi z Leszcza, Heinemanowi i Konradowi von Wanseno (oraz ich przyjaciołom) 1440 włók w Ziemi Sasinów, z obowiązkiem wystawienie trzydziestu służb zbrojnych. Na tym obszarze powstały wsie: Brzeźno Mazurskie, Frygnowo, Gąsiorowo, Grzybiny, Mośnica, Ostrowite, Ruszkowo.

## Zabytki
- kościół pw. św. Józefa z 1686 r., przebudowany w 1910. Wybudowany z kamienia polnego, posiada wieżę dostawioną do narożnika korpusu. Wewnątrz ołtarz główny w stylu barokowym[7].
- zespół dworski i folwarczany z II połowy XIX i początku XX w.:
  - dwór
  - park
  - folwark
    - rządcówka
    - stodoła
    - warsztat
    - budynek gospodarczy
    - gorzelnia
    - obora
    - trafostacja